# Cyrtowithius
Cyrtowithius es un género de pseudoescorpiones de la familia de las Withiidae.

## Distribución
Las especies de este género se encuentran en el África austral.

## Lista de las especies
Según Pseudoscorpions of the World 1.2:
- Cyrtowithius capensis Beier, 1955
- Cyrtowithius tumuliferus (Tullgren, 1908)

## Publicación original
- Beier, 1955 : Pseudoscorpionidea. Results of the Lund Expedition in 1950-1951, Almquist and Wiksell, Stockholm, vol. 1, p. 263-328.